# Mattias Kangas
Mattias Kangas (1976) è un ex sciatore alpino svedese.

## Biografia
Slalomista puro, Kangas in Coppa Europa disputò due gare, a Madesimo il 24 e il 25 febbraio 2003, senza portarle a termine. Si ritirò al termine della stagione 2004-2005 e la sua ultima gara fu lo slalom speciale dei Campionati svedesi 2005, disputato l'8 aprile a Branäs e non completato da Kangas; non debuttò in Coppa del Mondo né prese parte a rassegne olimpiche o iridate.

## Palmarès

### Far East Cup
- 1 podio (dati dalla stagione 1994-1995):
  - 1 terzo posto

### Campionati svedesi
- 1 medaglia:
  - 1 bronzo (slalom speciale nel 2003)